# Powellinia ptolemaida
Powellinia ptolemaida là một loài bướm đêm trong họ Noctuidae.